# International Maritime Rescue Federation
La International Maritime Rescue Federation (IMRF) es una organización internacional, con sede en Stonehaven, Escocia, formada por los servicios de salvamento marítimo y rescate en el mar, o SAR (por las siglas en inglés), tanto civiles como militares. En 2007, tenía adscritas unas 90 organizaciones de más de 60 países.
Fue fundada como la International Lifeboat Conference, en Londres en 1924, con ocasión del centenario de la Royal National Lifeboat Institution. Los países fundadores fueron, además del país anfitrión (Reino Unido), Dinamarca, España, Estados Unidos, Francia, Japón, Noruega, Países Bajos y Suecia. En 1991 cambió de nombre a International Lifeboat Federation y en 2007 se cambió al nombre actual.